# Everard Home
Sir Everard Home, 1:e baronet, född 6 maj 1756 i Kingston upon Hull, död 31 augusti 1832 i London, var en brittisk kirurg.
Home utgav 1788 A Dissertation on the Proprieties of Pus, som väckte stor uppmärksamhet, blev 1803 kung Georg III:s livkirurg och sedermera honorarieprofessor vid College of Surgeons. Han tilldelades Copleymedaljen 1807 och blev baronet 1813. Han utgav två av sin svåger John Hunters efterlämnade arbeten.